# تارا جاف
تارا جاف (به کردی: تارا جاف یا Tara Caf) نوازنده و خواننده زن کرد متولد سال ۱۹۵۸ در شهر بغداد است.

## زندگی
تارا جاف در بغداد به دنیا آمد. در سن ده سالگی به فراگیری پیانو پرداخت. او همچنین بر روی سازهای زهی چون گیتار، ماندولین چارانگو و باغلاما کار کرد. در سال ۱۹۷۶ به انگلستان مهاجرت کرد و به تحصیل در رشته روانشناسی پرداخت و در آن زمان به بعد در آنجا ساکن شد. پس از پایان تحصیلات به روان درمانی و تعلیم آن روی آورد. بیشتر شهرت موسیقایی وی به واسطه نواختن چنگ است. لازم است ذکر شود که بیشتر دانش موسیقایی او بدون استاد و از آموزش شخصی بدست آمده است.

## فعالیت هنری
تارا جاف هم به صورت فردی و هم با خوانندگان سرشناسی چون عدنان کریم و آینور دوغان فعالیت هنری داشته است. عمده فعالیت‌های او روی موسیقی کردی و به خصوص هورامی است. آلبوم دل دیوانه نخستین آلبوم مستقل وی در سال ۲۰۰۵ منتشر شد. آلبوم دیگر وی با نام گفتگوی چنگ و نی در سال ۲۰۱۲ منتشر گردید که علاوه همنوازی چنگ و نی و تنبک است. همزمان با رونمایی از این آلبوم در شهر لندن مراسمی برای تجلیل از مقام هنری تارا جاف برگزار شد. وی همچنین کنسرت‌هایی برای زلزله زدگان وان و علویان قربانی نسل‌کشی ترکیه برگزار کرده است.